# Cachoeira do El Dorado
A Cachoeira do El Dorado é a mais alta queda d'água do Brasil, com mais de 353 m de altura. Está localizada na Serra do Aracá, no Parque Estadual Serra do Aracá, município de Barcelos, extremo norte do estado do Amazonas. Em linha reta, a cachoeira dista 211 km da sede do município. É possível visitá-la o ano inteiro, sendo a melhor época de abril a setembro, no período de chuvas.
Não deve ser confundida com a Cachoeira do Aracá, localizada no rio de mesmo nome e também conhecida como "Cachoeira dos Índios", por causa de um posto da FUNAI ali existente. Na verdade, a chamada "Cachoeira" do Aracá é uma corredeira, não uma queda d’água.

## Geografia
A região é bastante selvagem e caracterizada por montanhas acima de 2 mil metros de altitude, rios caudalosos, ilhas fluviais e praias de areia branca.
Além disso, abriga grande diversidade animal e vegetal, onde se destacam o galo-da-serra, de cor toda alaranjada, e cogumelos azuis. Há ainda cristais de rocha e bromélias.